# Félicien Kabundi
Félicien Kabundi Tshiamalenga (15 maggio 1980) è un ex calciatore congolese (Repubblica Democratica del Congo), di ruolo difensore.

## Caratteristiche tecniche
Terzino sinistro, può giocare anche come difensore centrale.

## Carriera

### Club
Comincia a giocare in patria, al Saint Éloi Lupopo. Nel 2004 gioca al Vita Club. Nel 2005 torna al Saint Éloi Lupopo. Nel 2006 si trasferisce al TP Mazembe. Nel 2008 passa al Saint Éloi Lupopo. Nel 2009, dopo un breve ritorno al TP Mazembe, viene acquistato dall'Al-Hilal Omdurman.

### Nazionale
Ha debuttato in nazionale nel 2003. Ha partecipato, con la nazionale, alla Coppa d'Africa 2006. Ha collezionato in totale, con la maglia della nazionale, 9 presenze.